# Судхир Бабу
Судхир Бабу (полное имя Посани Судхир Бабу, англ. Posani Sudheer Babu; род. 11 мая 1979 года) — индийский актёр и бывший профессиональный бадминтонист. Занят преимущественно в индустрии фильмов на телугу. Является зятем актера Махеша Бабу. В 2016 году Судхир дебютировал в Болливуде в романтическом боевике Baaghi качестве антагониста.

## Ранние годы и карьера спортсмена
Судхир Посани родился в семье Посани Нагесвара Рао и Посани Рани 11 мая в городе Виджаявада, штат Андхра-Прадеш. У него есть старшая сестра Каруна. Учился в Виджаяваде в государственной школе Сиддарта, а затем в Технологическом институте имени М. С. Рамая в Бангалоре (был отчислен) и позднее окончил Институт менеджмента Махариши в Хайдарабаде. Позже заинтересовался игрой в бадминтон и начал играть профессионально. Занял второе место в Национальных Школьных Играх, а также был юниором в кубке мира по бадминтоу. Он был полным решимости работать больше, и, в конце концов, добился титула № 1 в штате Андхра-Прадеш, а также в Карнатаке. Он также играл вместе с Пуллела Гопичандом в парном разряде.

## Личная жизнь
В 2006 году Судхир женился на Приядарсини, младшей дочери актёра Кришны. У пары два ребенка, Чарит Маанас и Даршан.

## Карьера в кино
Судхир начал свою актёрскую карьеру с фильма Ye Maaya Chesave (2010), режиссёром которого был Гаутам Менон. Фильм был выпущен сестрой его жены Манджулой Гхаттаманэни. В фильме он сыграл брата героини Саманты. В главной роли Судхир дебютировал в фильме Siva Manasulo Sruthi Татинети Сатьи. Фильм был выпущен 10 февраля 2012 года.
Его второй фильм в качестве героя, Prema Katha Chitram был выпущен 7 июня 2013 года. Его партнёршей на экране стала Нандита, режиссёром — Дж. Прабакар Редди, а продюсером — Марути Дасари. Фильм получил позитивные отзывы, а Судхир и Нандита — похвалы критиков.

## Фильмография
| Год  |   | Русское название              | Оригинальное название         | Роль            |
| ---- | - | ----------------------------- | ----------------------------- | --------------- |
| 2010 | ф | Как ты смогла меня очаровать? | Ye Maaya Chesave              | Джерри          |
| 2012 | ф |                               | Shiva Manasulo Shruti         | Шива            |
| 2013 | ф |                               | Prema Katha Chitram           | Судхир          |
| 2013 | ф |                               | Aadu Magaadra Bujji           | Сидху           |
| 2015 | ф |                               | Dongaata                      | играет сам себя |
| 2015 | ф |                               | Krishnamma Kalipindi Iddarini | Кришна          |
| 2015 | ф |                               | Mosagaallaku Mosagaadu        | Криш            |
| 2015 | ф |                               | Bhale Manchi Roju             | Рам             |
| 2016 | ф |                               | Baaghi (хинди)                | Рагхав          |